# Portada/efemèride juliol 13
Marie de Gournay
« 12 de juliol · 13 de juliol · 14 de juliol »